# 丞相
丞相，是中国古代官名，宰相正式职称之一。一般指帝王下面的最高行政官員，輔助皇帝總理政事的百官之長。最早出现在战国时期，直至明朝胡惟庸案后被废止，在战国、秦朝、漢朝直至明朝初年，是辅佐君主的次高官吏，历经三公九卿制和三省六部制，但不是每个朝代均设立。在漢朝僅次於相邦（後避漢高祖諱，史料均改稱相國）。宰相制度在中國有長達數千年的歷史。相與僕射皆為先秦禮儀如射禮酒禮中輔助儀式之人。

## 中國
宰相不一定是丞相，宰相在不同朝代，有不同的官职对应。比如在唐玄宗时期改尚书仆射为丞相，当时不加“同平章事”之衔就不是宰相之职；元朝的行中書省丞相則為地方官，亦非宰相，中书省的右左丞相才是宰相职务。
丞相之名起源于战国，为百官之长。秦国从秦武王二年开始，初设樗里疾、甘茂左、右丞相，但有时也同设相邦（如吕不韦）。 秦朝统一后只设左、右丞相。秦汉之前，右丞相高于左丞相，魏晋以后，右丞相次于左丞相。宦官（中人）任丞相称为「中丞相」，如秦二世拜赵高为中丞相。
西汉初期，因避讳汉高祖刘邦名讳，改相邦为相国。以萧何为丞相，后迁为相国。漢惠帝、吕雉称制、到漢文帝初年，设左、右丞相，以后只设一丞相。西漢分外朝、中朝（即內朝），漢武帝時期權力中樞在內朝，以大司馬、左、右、前、後將軍、侍中、常侍、散騎為主的中朝權力壓制外朝，丞相、御史大夫、九卿至六百石為外朝。
汉初各諸侯王王国拟制中央，也在其封国中各设丞相或者相国。漢景帝中元五年（前145年）改称为相（諸侯相）。
漢哀帝元寿二年丞相改称大司徒，丞相名称废除。曹魏奠基者曹操在東漢建安十三年復設自立丞相。
三国時代蜀漢、吴国设置丞相。蜀汉諸葛亮死後，丞相一職不再设立。曹魏到末期才由司馬懿任丞相，但并未接受，只是死后追封为相国。後其子司馬昭任相国，司馬昭的儿子司馬炎簒奪曹魏。
魏晋南北朝有时也设丞相或相国，并非正常官制，多由权臣自封。
唐、宋以后尚书省或中书省有时设左、右丞相，相当于原来的尚书左右仆射，位居非常设尚书令或中书令之次，握有实权。
明朝初期仿效元朝设中书省但无令，仅设左、右丞相，权极重，后为明太祖所忌惮借胡惟庸案废除。宰相制度廢除，即使之後設內閣首輔及軍機大臣等，但並不等同擁有丞相的權力。

## 日本
日本飛鳥時代末期仿效中国实行律令制。设置最高国家机关太政官，長官太政大臣、左大臣、右大臣、内大臣的唐名为「大相国」、「左丞相」、「右丞相」、「内丞相」。比如，右大臣菅原道真号称「菅丞相」，太政大臣平清盛号称「平大相国」、「入道相国」。

## 担任丞相者
秦
- 樗里疾、甘茂、楼缓、吕不韦、昌平君、寿烛、魏冉、范睢、王绾、李斯、冯去疾、赵高

赵（秦末）
- 张耳、邵骚

西汉
- 高帝：蕭何、樊噲
- 右丞相：王陵、陳平、周勃
- 左丞相：陳平、審食其、陳平
- 文帝之后：陳平、周勃、灌嬰、張蒼、申屠嘉、陶青、周亞夫、劉舍、衞綰、竇嬰、許昌、田、薛澤、公孫弘、李蔡、莊青翟、趙周、石慶、公孫賀、劉屈、田千秋、王訢、楊敞、蔡義、韋賢、魏相、丙吉、黃霸、定國、韋玄成、匡衡、王商、張禹、薛宣、翟方進、孔光、朱博、平當、王嘉、孔光
- 更始：劉賜、李松、曹竟
- 劉望：陳茂
- 劉嬰：方望
- 劉盆子：徐宣

东汉
- 曹操、曹丕

三國
- 蜀汉：諸葛亮
- 東吳：孫邵、顧雍、陸遜、步騭、朱據、諸葛恪、孫峻、孙恩（代）、孫、濮陽興、陸凱（左丞相）、萬彧（右丞相）、许沇、張悌

西晋、东晋
- 司馬肜、司馬穎、司馬越、司馬睿（左丞相）、司馬保（右丞相）、司馬睿、王敦、王導、司馬昱、桓溫（贈）、桓玄

十六國
- 汉赵：劉宣、劉粲、劉曜
- 成漢：范長生、范賁、尹奉（右丞相）
- 後趙：石虎、石斌、石遵（左丞相）、石鑒（右丞相）、石遵、姚弋仲（右丞相）
- 前秦：苻雄、雷弱兒、苻法、王猛、王永（左丞相）、徐義（右丞相）、楊定（左丞相）、乞伏乾歸（左丞相）
- 西燕：慕容垂
- 後秦：姚緒
- 後燕：趙穀、慕容德
- 西秦：乙旃音埿（左丞相）、屋引出支（右丞相）、出連乞都、辛靜（右丞相）、乞伏曇達（左丞相）、乞伏元基（右丞相）、乞伏曇達（左丞相）
- 北涼：姚定國（左丞相）、宋繇（右丞相）
- 夏：右地代

南朝
- 刘宋：劉道規（贈）、劉義宣、劉義恭（贈）
- 南齊：蕭嶷（贈）、蕭穎胄（贈）、蕭順之（贈）
- 南梁：蕭懿（贈）、侯景、侯標（贈）、蕭方智、陳霸先、王琳
- 侯漢：乙羽周（贈）
- 后梁：蕭譽（贈）

北朝
- 北魏：拓跋儀（左丞相）、奚斤（左丞相）、拓跋屈（右丞相）、乙渾、元雍、爾朱榮（大丞相）、高歡、元天穆（贈）、高歡（大丞相）、高肇（贈大丞相）、高猛（贈大丞相）
- 東魏：高歡（大丞相）、高歡（丞相）
- 西魏：宇文泰
- 北齊：斛律金（右丞相）、高演（大丞相）、斛律金（左丞相）、高湛（右丞相）、高歸彥（大丞相）、段韶（左丞相）、賀拔仁（右丞相）、高琛（贈左丞相）、斛律光（右丞相）、斛律光（左丞相）、和士開（贈左丞相）、侯莫陳相（贈右丞相）、高湝（右丞相）、高湝（左丞相）、高阿那肱（右丞相）、高思好（大丞相）、高潤（贈左丞相）、高凝（贈左丞相）、高湝（大丞相）、高保寧
- 北周：楊堅（左大丞相）、宇文贊（右大丞相）、楊堅（大丞相）

隋
- 李渊（大丞相）、宇文化及（大丞相）

隋末自立
- 梁师都

吐谷浑
- 宣王

唐
- 李重福：郑愔（左丞相）、张灵均（右丞相）
- 唐玄宗（尚书仆射改）：张说（右→左丞相）、源乾曜（左丞相）、宋璟（右丞相）、萧嵩（右丞相）、裴耀卿（左丞相）、张九齡（右丞相）

五代十国
- 后唐：豆卢革（行台左丞相）、卢程（行台右丞相）
- 吴：徐温（大丞相）、徐知诰（大丞相）
- 南唐：宋齐丘（左丞相）、徐玠（右丞相）
- 楚：姚彦章（左丞相）、许德勋（右丞相）
- 吴越：钱元瓘、杜建徽（左丞相）、曹仲达、沈崧、皮光业、钱弘佐、陆仁章、仰仁诠、林鼎、郭师从、吴程、元德昭、钱弘倧、钱弘俶、钱弘亿、吴延福、钱惟濬、裴坚、鲍修让、沈虎子、崔仁冀

辽
- 述律魯速（大丞相）、赵延寿（大丞相）、韩德让（大丞相）、张俭（左丞相）、馬保忠（右丞相）

宋（尚书仆射改）
- 虞允文、梁克家、曾怀、叶衡、史浩、赵雄、王淮、周必大、留正、葛邲、赵汝愚、余端礼、京镗、谢深甫、陈自强、韩侂胄、钱象祖、史弥远、郑清之、乔行简、崔与之、李宗勉、史嵩之、范钟、杜范、游佀、赵葵、谢方叔、吴潜、董槐、程元凤、丁大全、贾似道、程元凤、叶梦鼎、江万里、马廷鸾、王爚、章鉴、陈宜中、留梦炎、吴坚、文天祥、李庭芝、陆秀夫

金（尚书仆射改）
- 完颜希尹、韩企先、完颜宗隽、完颜宗弼、完颜宗固、完颜宗贤、完颜勖、完颜亮、萧仲恭、完颜宗本、完颜秉德、唐括辩、大皋、刘筈、耨怨温都思忠、完颜充、完颜乌带、完颜昂、张浩、仆散思恭、蔡松年、萧裕、萧玉、仆散忠义、完颜晏、李石、纥石烈良弼、完颜宗宪、纥石烈志宁、完颜守道、唐括安礼、石琚、徒单克宁、乌古论元忠、完颜璟、徒单克宁、完颜襄、夹谷清臣、完颜宗浩、仆散端、徒单镒、完顏承暉、徒单公弼、术虎高琪、高汝励、完颜赛不

元（中书丞相）
- 祃祃、不花、忽鲁不花、史天泽、耶律铸、线真、塔察儿、忽都察儿、安童、伯颜、瓮吉剌帯、和礼霍孙、桑哥、完泽、哈喇哈孙、阿忽台、乞台普济、三宝奴、答剌海、塔思不花、脱虎脱、铁木迭儿、阿散、秃忽鲁、伯答沙、拜住、旭迈杰、塔失帖木儿、倒剌沙、燕铁木儿、别不花、帖木儿不花、伯颜、撒敦、唐其势、铁木儿不花、马扎儿台、脱脱、别儿怯不花、阿鲁图、朵儿只、铁木儿塔识、贺惟一、汪家奴、定住、哈麻、搠思监、纽的该、太不花、孛罗帖木儿、王保保、伯撒里、沙蓝答里、帖里帖木儿、完者帖木儿、也速、失列门、庆童

明（中书丞相）
- 李善长、徐达、汪广洋、胡惟庸

太平天国（六官丞相）
- 秦日纲、陈承瑢、曾水源、林凤祥、曾钊扬、李开芳、李秀成、罗苾芬、黄再兴、刘承芳、胡以晃、黄启芳、涂镇兴、张遂谋、蒙得恩、张潮爵、吉文元、曾锦发、林绍璋、蓝成春、黃玉崑、何震川、周胜坤、曾立昌、周胜富、赖汉英、陈仕保、陈仕章、曾锦谦、朱锡琨、卢贤拔、曾添养、黄益芸、钟廷生、陈仕荣、白晖怀、钟廷元、陈宗胜、罗大纲、陈宗扬、宾福寿、陈玉成、许宗扬、林启容、陈亨容